# Nymphaea pubescens
Nymphaea pubescens es una especie de planta acuática de la familia de las ninfáceas.
La shapla es la especie de nenúfar designada la flor nacional de Bangladés. La especie es conocida bajo un número de nombres diferentes, incluyendo Nymphaea rubra de color rojizo.

## Sinonimia

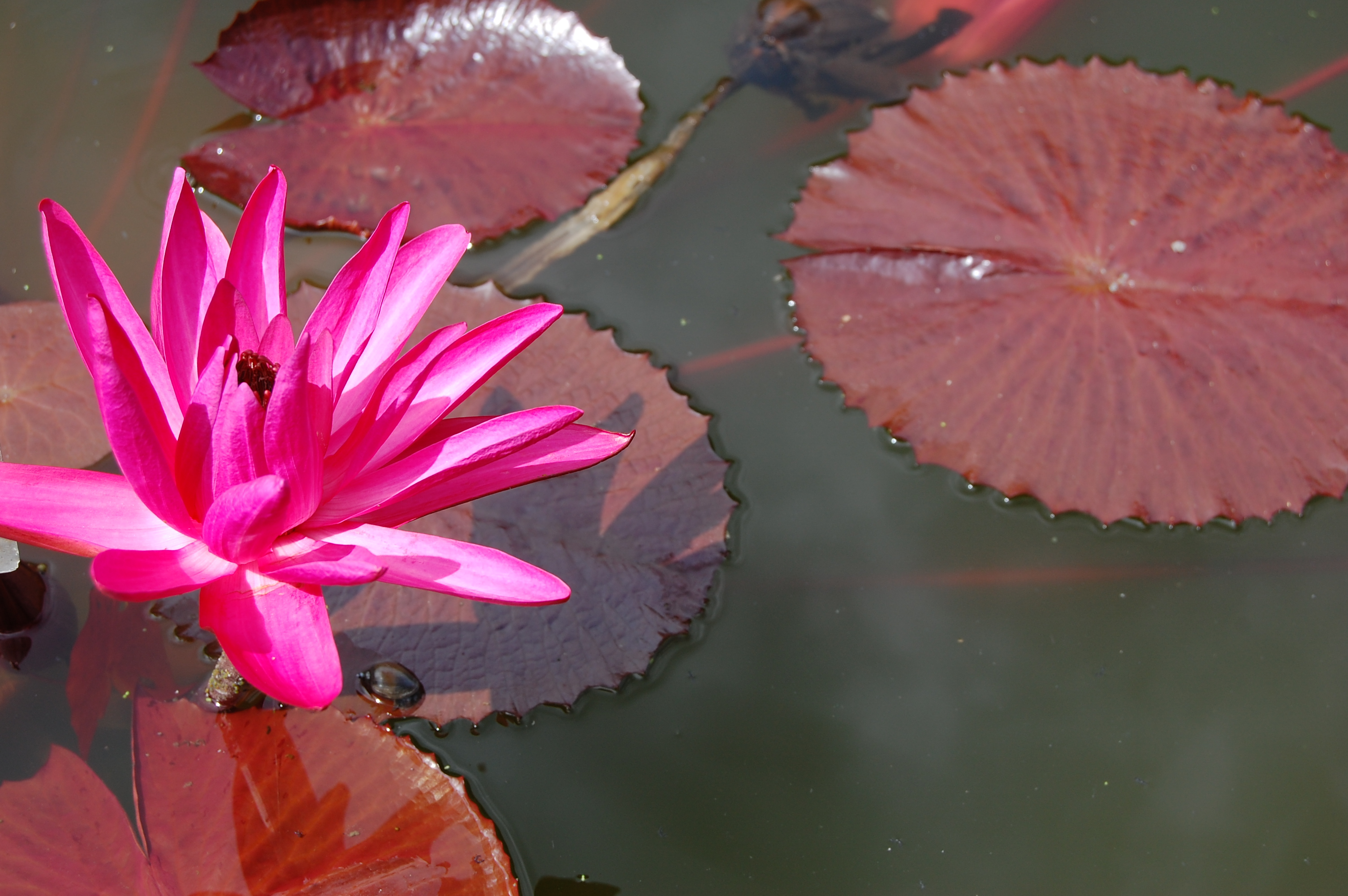
Nymphaea rubra

Castalia edulis Salisb.
Castalia pubescens (Willd.) Woodv. & Wood
Castalia sacra Salisb.
Leuconymphaea lotus var. pubescens (Willd.) Kuntze
Nymphaea coteka Roxb. ex Salisb.,
Nymphaea edulis (Salisb.) DC.
Nymphaea esculenta Roxb.
Nymphaea lotus var. pubescens (Willd.) Hook.f. & Thomson
Nymphaea magnifica (Salisb.) Conard
Nymphaea purpurea Rehnelt & F.Henkel
Nymphaea rosea (Sims) Sweet
Nymphaea rubra Roxb. ex Andrews
Nymphaea sagittata Edgew.
Nymphaea semisterilis Lehm.
Nymphaea spontanea K.C.Landon,
- Nymphaea rubra